# Stristernum rutogensis
Stristernum rutogensis är en insektsart som beskrevs av Liu, Jupeng 1981. Stristernum rutogensis ingår i släktet Stristernum och familjen gräshoppor. Inga underarter finns listade i Catalogue of Life.